# Audie Murphy

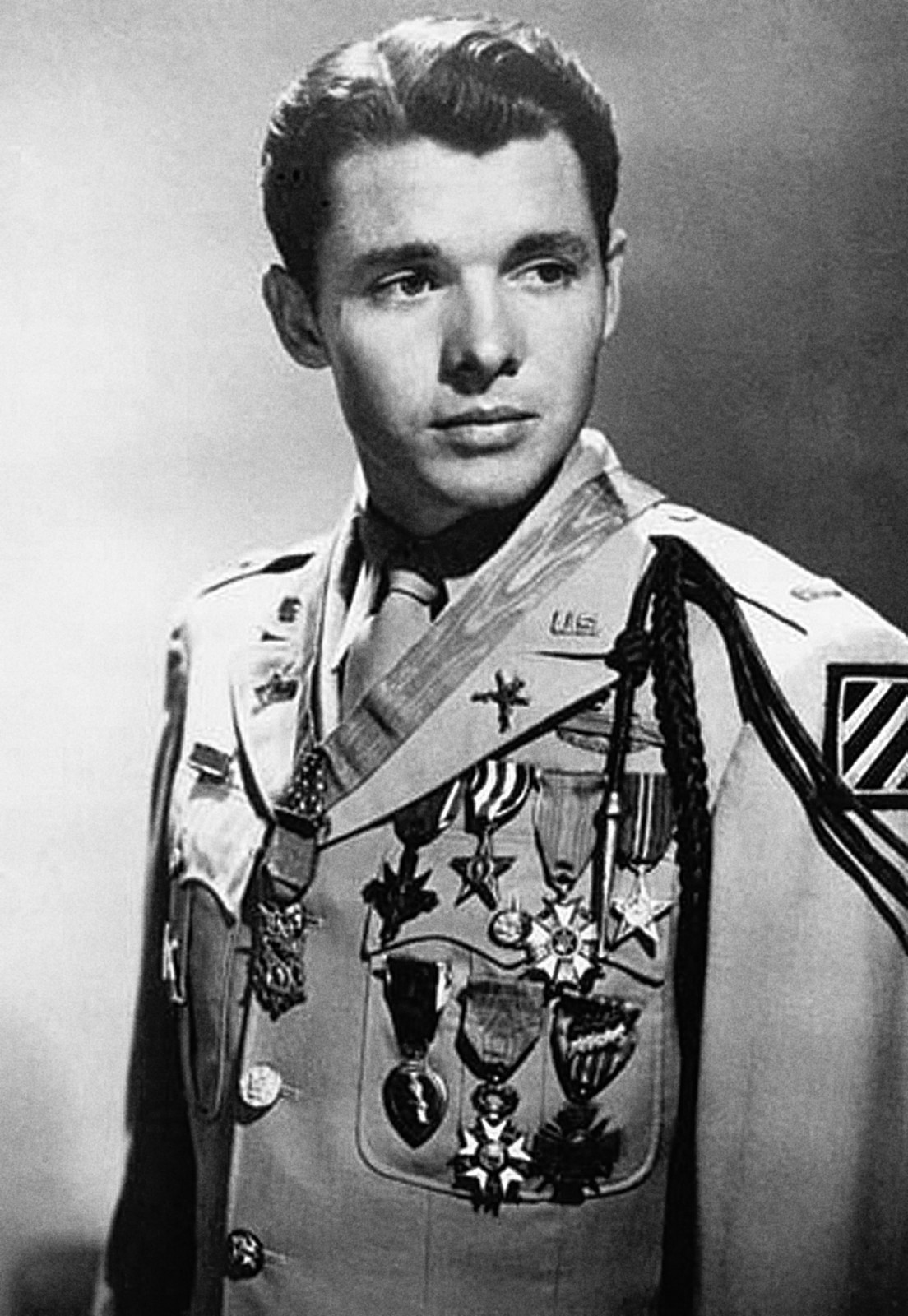
Audie Murphy um 1948

Audie Leon Murphy (* 20. Juni 1925 in der Nähe von Kingston, Texas; † 28. Mai 1971 bei einem Flugzeugabsturz in den Bergen von Virginia) war der höchstdekorierte US-Soldat des Zweiten Weltkriegs. Im Anschluss daran betätigte er sich als Filmschauspieler und Songwriter. In den 1950er und 1960er Jahren verbuchte er Erfolge als Darsteller in Western und Abenteuerfilmen.
Murphy erhielt jede militärische Auszeichnung, die sein Land für Armeeangehörige zu vergeben hatte, einige davon sogar mehrmals – insgesamt waren es 33 Auszeichnungen und Medaillen; unter anderem war er Träger der Medal of Honor. Fünf seiner Auszeichnungen erhielt er von Frankreich und eine von Belgien. Während seiner drei Dienstjahre diente er in der 3. US-Infanteriedivision, in der er vom Private bis zum First Lieutenant aufstieg.

## Leben
Audie Murphy wuchs als Sohn einer texanischen Farmpächterfamilie in ärmlichen Verhältnissen auf. Er war das sechste von zwölf Kindern, von denen jedoch nur neun das 18. Lebensjahr erreichten. Während des Zweiten Weltkrieges wurde er ein bekannter Kriegsheld, der sich nach 1945 auf seinem Kriegsruhm eine Karriere als Schauspieler in Hollywood aufbaute. Murphy war zudem Rancher, Unternehmer und züchtete Pferde der Rasse American Quarter Horse. Er besaß Ranches in Texas, Tucson (Arizona) und Menifee (Kalifornien).
Nach dem Angriff auf Pearl Harbor am 7. Dezember 1941 versuchte Murphy im Alter von 16 Jahren, in die Streitkräfte einzutreten, wurde aber als zu jung abgelehnt. Nach seinem 17. Geburtstag im Juni 1942 fälschte er mit Hilfe seiner Schwester Corrine sein Alter auf 18 Jahre. Er versuchte zunächst, bei den US Marines und dann bei den Fallschirmjägern angenommen zu werden, wurde aber beide Male als zu klein (1,65 m) abgewiesen. Am 30. Juni 1942 begann er schließlich bei der US Army. Nach der Grundausbildung im Camp Wolters, Texas kam Murphy am 8. Februar 1943 nach Casablanca in Marokko. Sein erster Kampfeinsatz war die Landung auf Sizilien (Operation Husky) am 10. Juli 1943. Hier zog er sich eine Malariainfektion zu, die zu mehreren Lazarettaufenthalten führte.
Er nahm in der Folgezeit unter anderem an Kämpfen in Italien bei Salerno (Operation Avalanche), Anzio (Schlacht von Anzio, Januar 1944) und Rom, in Südfrankreich (Operation Dragoon) und im Elsass (Brückenkopf Elsass) teil. Er wurde im Juli 1943 zum Corporal, im Dezember 1943 zum Sergeant und im Oktober 1944 zum 2nd Lieutenant befördert. Am 21. September 1945 schied er mit 20 Jahren (wegen seiner falschen Altersangabe bei Diensteintritt laut Militärunterlagen mit 21 Jahren) im Rang eines First Lieutenant aus dem aktiven Dienst aus. Murphy tötete während seiner Dienstzeit mehr als 240 feindliche Soldaten und verwundete eine Vielzahl weiterer oder nahm sie gefangen. Außerdem ist die Zerstörung von sechs Panzern durch ihn nachgewiesen.
Nach dem Krieg litt Murphy unter posttraumatischen Belastungsstörungen (PTBS), die Schlaflosigkeit, Albträume und Phasen von Depressionen bewirkten. Seine erste Frau, die Schauspielerin Wanda Hendrix, behauptete, dass er mit einem 45er Colt unter dem Kopfkissen schlief. Bei seinen Anfällen habe er sie auch mit dieser Waffe bedroht. Mitte der 1960er Jahre wurde er vom Schlafmittel Ethchlorvynol abhängig, das ihm sein Arzt verschrieben hatte. Er schloss sich eine Woche lang in ein Motel ein, um von dem Medikament loszukommen.
Murphy setzte sich für die Belange amerikanischer Militärveteranen ein. Er engagierte sich für die Heimkehrer aus dem Koreakrieg und später aus dem Vietnamkrieg. Indem er auf seine eigene PTBS aufmerksam machte, brach er das Tabu, öffentlich über den Zusammenhang von Militäreinsätzen und daraus resultierenden möglichen psychischen Schäden, welche auch unter dem Begriff „Shell Shock“ oder „Kriegszittern“ bekannt sind, zu sprechen.
Nach Ausbruch des Koreakriegs 1950 meldete er sich zur Texas National Guard. Er verließ die Nationalgarde 1966 im Rang eines Majors.
Murphy heiratete 1949 die Schauspielerin Wanda Hendrix; die Ehe wurde 1951 geschieden. In zweiter Ehe war er mit der ehemaligen Stewardess und Militärkrankenschwester Pamela Archer verheiratet, mit der er zwei Kinder hatte.

## Schauspieler
Audie Murphy wirkte in den 25 Jahren, die er in Hollywood verbrachte, in insgesamt 44 Filmen, darunter 33 Western, mit. Als seine besten Rollen gelten die in Die rote Tapferkeitsmedaille (1951) als Soldat im Amerikanischen Bürgerkrieg, der seine Angst besiegt, und die als Rancher in dem Indianerwestern Denen man nicht vergibt (1960). Bei beiden Filmen führte John Huston Regie. Für seinen Beitrag zur Filmindustrie bekam er einen Stern auf dem Hollywood Walk of Fame in der 1601 Vine Street. Murphys deutsche Synchronstimme sprach häufig Eckart Dux.

## Schriftsteller und Dichter
Über seine Kriegserlebnisse im Zweiten Weltkrieg schrieb er seine Autobiografie To Hell And Back, die 1949 erschien und in den USA zum Bestseller wurde. In der Verfilmung dieser Autobiografie Zur Hölle und zurück spielte er 1955 die Hauptrolle.
Audie Murphy schrieb einige Gedichte und war sehr erfolgreich als Songwriter. Er arbeitete mit Guy Mitchell, Jimmy Bryant, Scott Turner, Coy Ziegler oder Terri Eddleman zusammen. Dutzende von Audie Murphys Songs wurden aufgenommen und von Künstlern wie Dean Martin, Eddy Arnold, Charley Pride, Jimmy Bryant, Porter Wagoner, Jerry Wallace, Roy Clark, Harry Nilsson und vielen anderen interpretiert. Seine größten Hits waren Shutters and Boards und When the Wind Blows in Chicago.

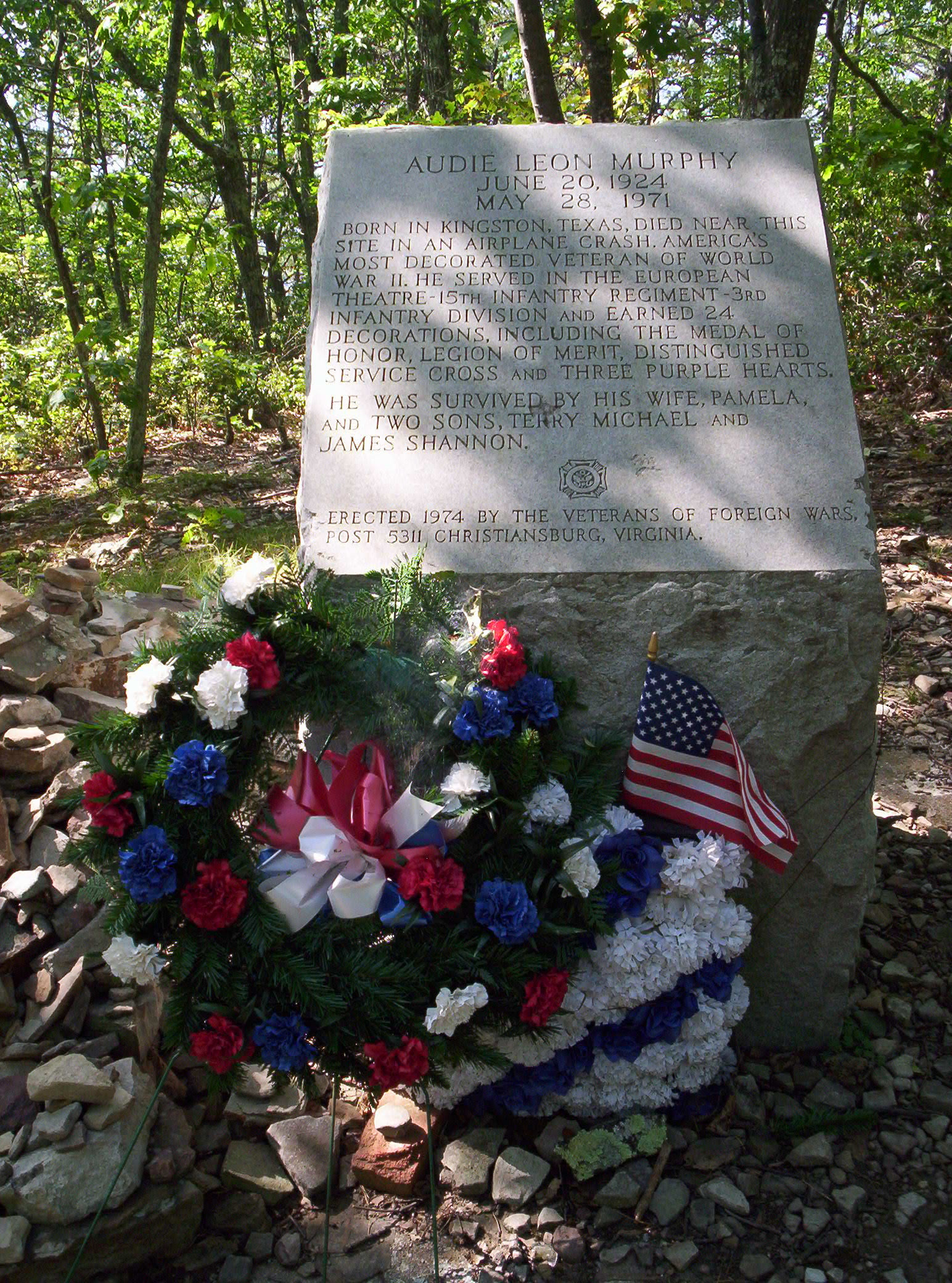
Gedenkstein in den Bergen von Virginia nahe Catawba

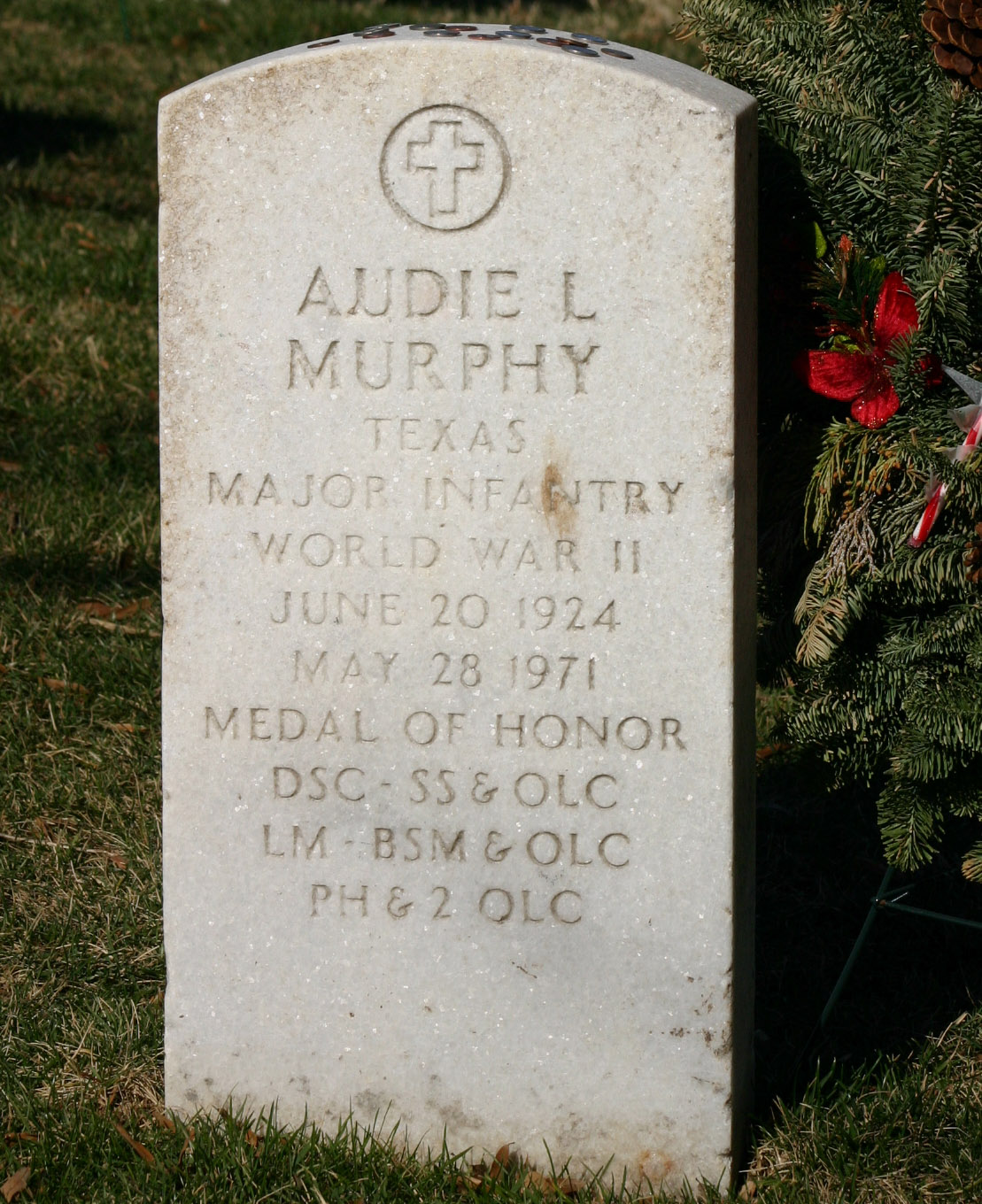
Der Grabstein in Arlington weist den 20. Juni 1924 als Geburtsdatum aus

## Tod
Audie Murphy starb am 28. Mai 1971 bei einem Flugzeugabsturz in der Nähe von Roanoke (Virginia) auf dem Weg zu einem Geschäftstreffen. Das Privatflugzeug, in dem er saß, flog in dichtem Nebel gegen einen Berg, wobei alle sechs Insassen ums Leben kamen. Murphy wurde mit militärischen Ehren auf dem Nationalfriedhof Arlington beigesetzt. Auf seinen zu Lebzeiten geäußerten Wunsch hin wurde sein Grabstein nicht – wie sonst für Träger der Medal of Honor üblich – mit Blattgold verziert, sondern in schlichtem Weiß gehalten. Der Grabstein nennt Murphys um ein Jahr vorverlegtes Geburtsdatum, wie es in den Unterlagen der US Army verzeichnet ist. Das Grab gehört nach dem von John F. Kennedy zu den meistbesuchten Gräbern in Arlington. Aus diesem Grunde wurde eigens ein Weg für die vielen Besucher angelegt. Murphy zum Gedenken hat der United States Postal Service am 1. Mai 2000 eine Briefmarke herausgegeben, nachdem sich mehr als 100.000 Menschen dafür eingesetzt hatten.

## Orden und Auszeichnungen
Dienstnummer 01 692 509
Amerikanische Auszeichnungen
- Medal of Honor
- Distinguished Service Cross
- Silver Star
- Legion of Merit
- Bronze Star

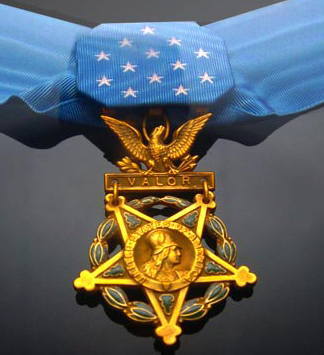
Medal of Honor

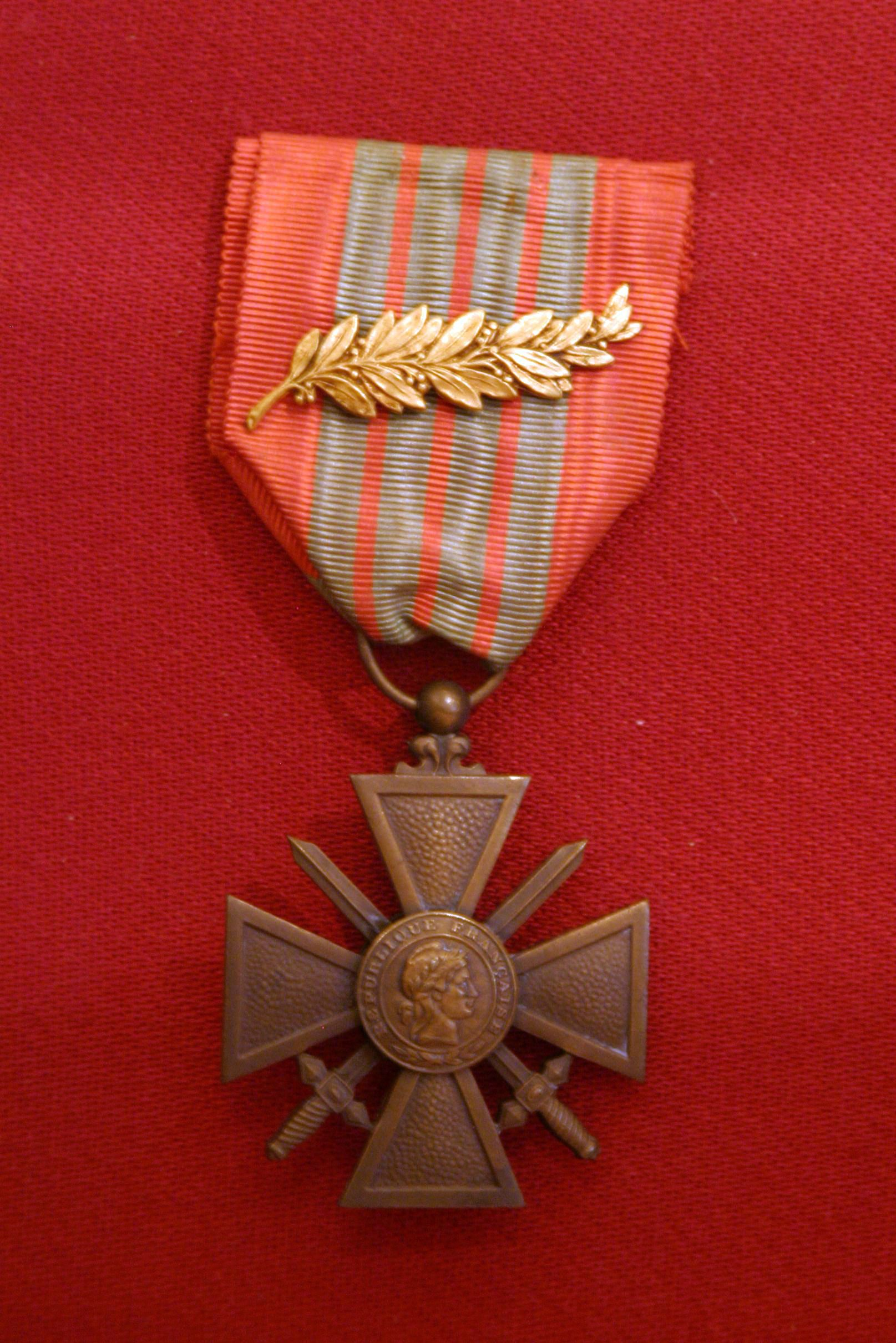
Französisches Croix de guerre mit Palmenzweig

- U.S. Army Outstanding Civilian Service Medal
- Good Conduct Medal
- Presidential Unit Citation mit First Oak Leaf Cluster
- American Campaign Medal
- Bronze Service Arrowhead (für die Teilnahme bei der Landung auf Sizilien und in Südfrankreich)
- World War II Victory Medal
- Army of Occupation Medal mit Germany Clasp
- Armed Forces Reserve Medal
- Combat Infantryman Badge
- Marksman Badge mit Rifle Bar
- Expert Badge mit Bayonet Bar
- Purple Heart
- Army of Occupation Medal

Französische Auszeichnungen
- Ehrenlegion, Rang Chevalier
- Croix de guerre mit Palmenzweig und mit silbernem Stern
- Médaille de la France libérée
- Fourragère in den Farben des Croix de guerre

Belgische Auszeichnungen
- Belgisches Croix de guerre mit Palmenzweig

## Filmografie
- 1948: Texas, Brooklyn and Heaven – Regie: William Castle
- 1948: Beyond Glory – Regie: John Farrow
- 1949: Gefängnis ohne Gitter (Bad Boy)
- 1950: Verfemt (The Kid from Texas)
- 1950: Sierra
- 1950: Reiter ohne Gnade (Kansas Raiders)
- 1951: Die rote Tapferkeitsmedaille (The Red Badge of Courage)
- 1952: Flucht vor dem Tode (The Cimarron Kid)
- 1952: Schüsse in New Mexico (The Duel at Silver Creek)
- 1953: Mündungsfeuer (Gunsmoke) – Regie: Nathan Juran
- 1953: Kolonne Süd (Column South)
- 1953: Drei waren Verräter (Tumbleweed) – Regie: Nathan Juran
- 1954: Ritt mit dem Teufel (Ride Clear of Diablo)
- 1954: Adlerschwinge (Drums Across the River) – Regie: Nathan Juran
- 1954: Destry räumt auf (Destry) – Regie: George Marshall
- 1955: Zur Hölle und zurück (To Hell and Back)
- 1956: World in My Corner – Regie: Jesse Hibbs
- 1956: Ritt in den Tod (Walk the Proud Land)
- 1957: Das Fort der mutigen Frauen (The Guns of Fort Petticoat)
- 1957: Die Uhr ist abgelaufen (Night Passage)
- 1957: Suspicion (Fernsehserie, Folge The Flight)
- 1957: Die Rose von Tokio (Joe Butterfly) – Regie: Jesse Hibbs
- 1957: Vier Pfeifen Opium (The Quiet American)
- 1958: General Electric Theater (Werbesendung, 1 Folge in Incident) – Regie: James Neilson
- 1958: Der weiße Teufel von Arkansas (Ride a Crooked Trail)
- 1958: Strich durch die Rechnung (The Gun Runners)
- 1959: Auf der Kugel stand kein Name (No Name on the Bullet)
- 1959: Morgen bist du dran (The Wild and the Innocent) – Regie: Jack Sher
- 1959: Kampf ohne Gnade (Cast a Long Shadow) – Regie: Thomas Carr
- 1960: Startime (Fernsehserie, Folge The Man) – Regie: Robert Stevens
- 1960: Die Unerbittlichen (Hell Bent for Leather) – Regie: George Sherman
- 1960: Sieben Wege ins Verderben (Seven Ways from Sundown) – Regie: Harry Keller
- 1960: Denen man nicht vergibt (The Unforgiven)
- 1960: Marschbefehl zur Hölle (War Is Hell)
- 1961: Die gnadenlosen Vier (Posse from Hell)
- 1961: Whispering Smith (Fernsehserie, 26 Folgen)
- 1961: Schlacht an der Blutküste (Battle at Bloody Beach)
- 1962: Sechs schwarze Pferde (Six Black Horses) – Regie: Harry Keller
- 1963: Der Eiserne Kragen (Showdown) – Regie: R. G. Springsteen
- 1963: Im Sattel ritt der Tod (Gunfight at Comanche Creek) – Regie: Frank McDonald
- 1964: In Montana ist die Hölle los (The Quick Gun) – Regie: Sidney Salkow
- 1964: Die letzte Kugel trifft (Bullet for a Badman)
- 1964: Aufstand in Arizona (Apache Rifles) – Regie: William Witney
- 1965: Goldtransport durch Arizona (Arizona Raiders)
- 1966: Der Mann aus Texas (The Texican)
- 1966: Einer spielt falsch (Trunk to Cairo)
- 1966: Der Colt ist das Gesetz (Gunpoint) – Regie: Earl Bellamy
- 1967: Gewehre zum Apachen-Paß (40 Guns to Apache Pass)
- 1969: Zeit zu sterben (A Time for Dying) – Regie: Budd Boetticher
- 1971: Travelin' Light – Regie: Jack McCallum (Dokumentarfilm)

## Mediale Rezeption
- Sabaton’s Song: To Hell and back bei YouTube (Video)